# U-609
Unterseeboot 609 foi um submarino alemão do Tipo VIIC, pertencente a Kriegsmarine que atuou durante a Segunda Guerra Mundial.
O U-609 esteve em operação entre os anos de 1942 e 1943, realizando neste período 4 patrulhas de guerra, nas quais afundou dois navios aliados, num total de 10288 toneladas de arqueação.
Foi afundado no Atlântico Norte  por cargas de profundidade no dia 7 de fevereiro de 1943, causando a morte de todos os 47 tripulantes.

## Comandantes
| Comandante           | Data                                             |
| -------------------- | ------------------------------------------------ |
| Kptlt. Klaus Rudloff | 12 de fevereiro de 1942 - 7 de fevereiro de 1943 |

## Subordinação
Durante o seu tempo de serviço, esteve subordinado às seguintes flotilhas:
| Período                                       | Flotilha                                  |
| --------------------------------------------- | ----------------------------------------- |
| 12 de fevereiro de 1942 - 31 de julho de 1942 | 5. Unterseebootsflottille (treinamento)   |
| 1 de agosto de 1942 - 7 de fevereiro de 1943  | 6. Unterseebootsflottille (serviço ativo) |

## Operações conjuntas de ataque
O U-609 participou das seguinte operações de ataque combinado durante a sua carreira:
- Rudeltaktik Vorwärts (25 de agosto de 1942 - 1 de setembro de 1942)
- Rudeltaktik Panther (13 de outubro de 1942 - 16 de outubro de 1942)
- Rudeltaktik Draufgänger (6 de dezembro de 1942 - 11 de dezembro de 1942)
- Rudeltaktik Raufbold (11 de dezembro de 1942 - 18 de dezembro de 1942)
- Rudeltaktik Landsknecht (19 de janeiro de 1943 - 28 de janeiro de 1943)
- Rudeltaktik Pfeil (1 de fevereiro de 1943 - 7 de fevereiro de 1943)

## Coordenadas
1. ↑  em posição 55° 17' N 26° 38' O